# André Cayatte
Pour les articles homonymes, voir Cayatte.
André Cayatte, né le 3 février 1909 à Carcassonne et mort le 6 février 1989 à Paris, est un écrivain et réalisateur français, avocat de formation. Il a également publié des poésies sous le pseudonyme d'Armand Tréguière.
À partir de l'évocation de faits divers réels, son œuvre cinématographique interpelle le spectateur sur des sujets de société, la corruption, l'abus de pouvoir, la délation, la pédophilie, l'euthanasie, la chirurgie esthétique, la bombe atomique, la réconciliation franco-allemande, la peine de mort, etc. Fidèles au non-conformisme littéraire de sa jeunesse, ses trente films, dont de nombreux succès malgré une censure récurrente, mettent ainsi en procès une société en voie de déshumanisation et forment un unique plaidoyer contre tout ce qui dans la modernité condamne l'individu, spécialement le système judiciaire et le conformisme dont il se soutient. Ses nombreux détracteurs (les « jeunes turcs des Cahiers du Cinéma ») ont qualifié son cinéma de « films à thèses ».

## Biographie

### Jeunesse méridionale (1909-1927)
André Jean Cayatte est né à Carcassonne (Aude) le 3 février 1909 de Louis Cayatte et Marthe Béteille. Ses parents habitent dans la bastide Saint-Louis au-dessus de l'épicerie en gros qu'ils tiennent près de la place centrale de la préfecture de l'Aude, à l'angle de la rue Pinel et la rue Denisse. Le père, qui était natif de Dinan (Côtes-d'Armor), avait trouvé épouse huit ans plus tôt à Carcassonne. André Cayatte ne se défera jamais de son accent du Midi et reviendra régulièrement dans son Languedoc natal.
Il a quinze ans, en 1924, quand son cousin l'abbé Séverac, nouvel aumônier des prisons à Carcassonne, est chargé d'assister un condamné à mort qui avait clamé jusqu'au bout son innocence. Le jeune prêtre, qui avait en vain supplié qu'on le démette de cette mission, ne dort pas de la nuit et s'effondre quand la tête tombe dans le panier; il ne s'en remet pas, dépérit et meurt deux mois plus tard. Dès lors, André Cayatte n'aura de cesse de militer contre « l'imbécile peine de mort ». L'ensemble de son œuvre sera un long plaidoyer pour une justice plus humaine.
Inscrit au Lycée de Toulouse, il écrit des poèmes modernistes, dont certains sont publiés par Les Cahiers du Sud. Bachelier avec un an d'avance, il part à dix-sept ans à Paris, où l'accueille Philippe Soupault en rupture avec André Breton. Charles-Henry Hirsch publie au Mercure de France une nouvelle de lui dérivée d'une histoire d'amour adolescent, Tristan, Juliette et Méphisto.
À dix-huit ans, en 1927, André Cayatte fait son service militaire au 38e régiment d'artillerie coloniale de Nîmes. Il s'y lie à un autre appelé, René Char, colosse qui a trouvé à s'occuper de la bibliothèque du régiment. Ensemble, les deux poètes impétrants jouent au rugby, conspuent l'ordre bourgeois et fréquentent les maisons closes.

### Écrivain d'avant-garde (1928-1931)
Libéré, le dandy André Cayatte parade dans la Talbot offerte par son père et s'inscrit aux côtés de René Nelli et Joë Bousquet dans le mouvement du « surréalisme méditerranéen ». Piloté par René Laporte qui transfère alors dans la capitale sa revue Les Cahiers libres, il fonde avec le soutien parisien de Marcel Sauvage au début de l'année 1928 une éphémère revue littéraire toulousaine, Transit.
Il visite Paris en compagnie du secrétaire du Parti fasciste révolutionnaire, le jeune avocat Philippe Lamour que Pierre Mac Orlan a chargé de réunir de jeunes écrivains. Celui-ci publie sa nouvelle parue au Mercure de France augmentée d'une seconde partie. Artaban, divagation d'étudiant sur les aventures balnéaires et les petites amours cérébrales, interroge par plusieurs sous récits la confrontation d'une jeunesse rêveuse à la réalité de sa vie et suscite un très vague étonnement encourageant. Le lancement du livre est accompagné d'un soixante-dix huit tours sur lequel sont enregistrés des passages lus.
Avec René Char, André Cayatte fonde à la fin 1928 une seconde revue avantgardiste, Méridiens, qui connaît trois numéros, avril, août et décembre 1929. André Cayatte y fait toutes les premières pages, jusqu'à ce que René Char, admirateur de celui-ci auquel il dédie son second recueil mais finit par reprocher son dilettantisme, ne rejoigne, dès novembre, Paul Eluard et les Surréalistes à Paris. André Cayatte se contente de voir publier un de ses poèmes par Fernand Marc.
En mars 1930, il partage avec Philippe Lamour la rédaction d'une revue mensuelle que dirige Renaud de Jouvenel, Grand’Route, mais la publication périclite au cinquième numéro. La collaboration des deux hommes continue quand le second fonde en janvier 1931 la revue Plan - Organe de doctrine et d’action, qui est à l'origine du planisme.

« [...] tout éloignement de nous-mêmes emporte sa part de création. [...] L'abus de soi excuse d'autres vies possibles, toutes les vies, et seul se suicide celui qui prémédite sa transparence. »

— Récusant tant la révolution que le confort moderne, programme de l'écrivain André Cayatte en quête à travers tous les excès de ses personnages intérieurs.

### De l'avocat au romancier (1932-1940)
Licencié ès lettres, André Cayatte entreprend des études de droit à la Faculté de Toulouse, au terme desquelles il devient avocat au barreau de la même ville. Au printemps 1933, encore stagiaire, il prépare pour Me Lamour le dossier en défense du journaliste Maurice Privat, attaqué en diffamation par Louis Quemeneur. À cette occasion, il se convainc de l'innocence de Guillaume Seznec et se scandalise définitivement de ce qu'il découvre de la machine judiciaire à travers le cas de l'inspecteur de police Pierre Bonny. Face à l'inefficacité des campagnes de presse, il envisage de recourir au cinéma pour éclairer l'opinion publique. C'est un client acteur, en procès contre son producteur, qui lui a fait découvrir la puissance de ce média.
Monté à Paris, dégoûté du parlementarisme par l'affaire Stavisky et sa conduite par le préfet Chiappe, il décide de se reconvertir dans le journalisme et l'écriture pour montrer « la société menée par la légende, le bluff, la routine des idées reçues, vouée à la mystification des jobards par les malins ». En deux ans, il publie quatre romans, dont une satire à clefs de la vie provinciale, L'Affaire Peyrières. Ils sont publiés par le maurrassien Fernand Sorlot et cosignés par son ancien patron et désormais collègue Philippe Lamour.
Sorte de non conformiste, celui-ci le « parachute » en 1936, à la suite d'un désistement fortuit, dans la circonscription de Cannes sur la liste des candidats radical socialistes aux législatives, qui se présentent sous l'étiquette Front populaire. Arrivé bon dernier dès le premier tour, André Cayatte se désiste au second tour au profit du communiste, Henri Pourtalet qui est élu.
Il renonce à la politique, mais pas à l'influence. Il croit « à la contagion de la bonne foi ». En juillet 1936, il part avec Philippe Lamour faire un reportage pour Le Petit Journal sur la guerre d'Espagne. Les deux amis, premiers témoins français des raids d'aviation sur les populations, rendent compte à L'Œuvre, Vu, L'Illustration, de la confusion des commandements militaires dans une guerre civile. En janvier 1937, outrés par le pacifisme de l'opinion publique, ils rédigent une brochure appelant à soutenir la République espagnole et à combattre l'hitlérisme par une intervention militaire contre la dictature de Franco. Ils y dénoncent l'aveuglement de Léon Blum, qui livre clandestinement de vieux fusils quand Adolf Hitler fournit sa propre aviation, et la duplicité de Neville Chamberlain, qui défend les intérêts des Lords, grands propriétaires terriens en Espagne. Conscient des retards de doctrine de l'état-major français, Philippe Lamour rencontre en vain tant Gamelin, attaché à une infanterie de défense, que De Gaulle, partisan de l'utilisation des chars en unités autonomes.
Quand Philippe Lamour, en mars 1938, participe au ravitaillement d'une division républicaine à l'ouest de Lleida, André Cayatte publie deux autres romans, seul, et c'est en tant que scénariste qu'il fait cette année-là son entrée dans le monde du cinéma auprès des derniers représentants du réalisme poétique. Les deux hommes se retrouvent face à l'absurdité d'une catastrophe imminente dans le parti d'en rire et publient ensemble un second « roman gai » dans le genre courtelinesque où se mêlent argot et grand style, Le Dur des durs.
Lorsque la mobilisation générale est décrétée à la suite de la déclaration de guerre du 3 septembre 1939, il est affecté comme sergent à l'école des officiers de réserve du 11e régiment d'infanterie, et il réside à Paris au 1 square d'Urfé. Le 1er avril 1940, il épouse à la mairie du 16e arrondissement Christiane Ségard avec laquelle il vivait maritalement et dont il divorcera cinq ans plus tard.

### Années de guerre (1940-1945)
Après la défaite, André Cayatte continue de mettre ses talents d'écrivain au service du cinématographe. En 1941, il fait les dialogues du Club des soupirants, un badinage émaillé de chansons et destiné à faire oublier les privations imposées par l'occupant. Le film est produit par la Continental, compagnie allemande qui a réquisitionné les studios de Billancourt.
André Cayatte est alors sollicité par Léo Joannon, propriétaire des nouveaux studios de Boulogne qui travaille pour la Continental, pour servir de prête nom au dialoguiste de Caprices, Jacques Companéez, lequel se trouve ostracisé par le statut des Juifs élaboré par Vichy. À son insu, le scénario a été volé à Raymond Bernard, sous la menace d'être déporté.
C'est dans cette compagnie aux ordres de Joseph Goebbels, mais noyautée par le Parti communiste, où se cachent des résistants, qu'André Cayatte commence en 1942 sa carrière de réalisateur. Avec le peu de moyens qu'imposent les restrictions, parfois entre deux bombardements, il y tourne quatre films. Aux côtés des grands noms du cinéma français, il bénéficie de la fin de la concurrence d'Hollywood.
À partir de septembre 1944, durant l'Épuration, il est inquiété par le Comité de libération du cinéma français (CLCF), que dirige Jean-Paul Le Chanois. En attente d'un jugement, il ne peut plus travailler. Il lui faut attendre décembre 1945 pour entendre le CLCF prononcer une relaxe. Il obtient même d'être officiellement reconnu comme résistant au titre des Forces françaises de l'intérieur.

### Du mélodrame au document fiction (1946-1989)
André Cayatte poursuit après guerre sa carrière cinématographique avec des films populaires, dont une évocation de l'affaire Stavisky, Le Dessous des cartes. Selon l'esthétique de l'époque de revisiter, à l'instar de Jean Cocteau, des mythes éternels dans un contexte contemporain, il adapte, après Zola et Maupassant, un autre classique, Les Amants de Vérone. En 1949, il est dans un contexte de réconciliation nationale le seul cinéaste de l'après guerre à évoquer les déportés à travers un court métrage, Le Retour d'Emma.
André Cayatte n'a pas oublié son idée première d'un cinéma interpellant les masses sur des problèmes de société, ni l'affaire Seznec. Au sujet de celle ci, il a élaboré une vingtaine de projets, tous refusés par les producteurs depuis 1945. Le scénario, qui est prêt à être réalisé probablement au début de l'année 1951, prévoit de faire jouer à Guillaume Seznec son propre rôle dans une reconstitution commentée en voix off par un acteur jouant le rôle de l'avocat. Le cinéaste invente là un genre cinématographique qui ne s'était vu que de rares fois dans les films de propagande de l'armée américaine et préfigure le documentaire fiction. Le film est censuré en dehors de toute voie légale par le ministre de la Justice René Mayer, qui menace le producteur Sacha Gordine, lequel ne peut financièrement pas se permettre de prendre de risques à la suite de l'échec de Juliette ou la Clé des songes, de freiner l'obtention de visas d'exportation ou de faire fermer intempestivement les salles par les préfets.

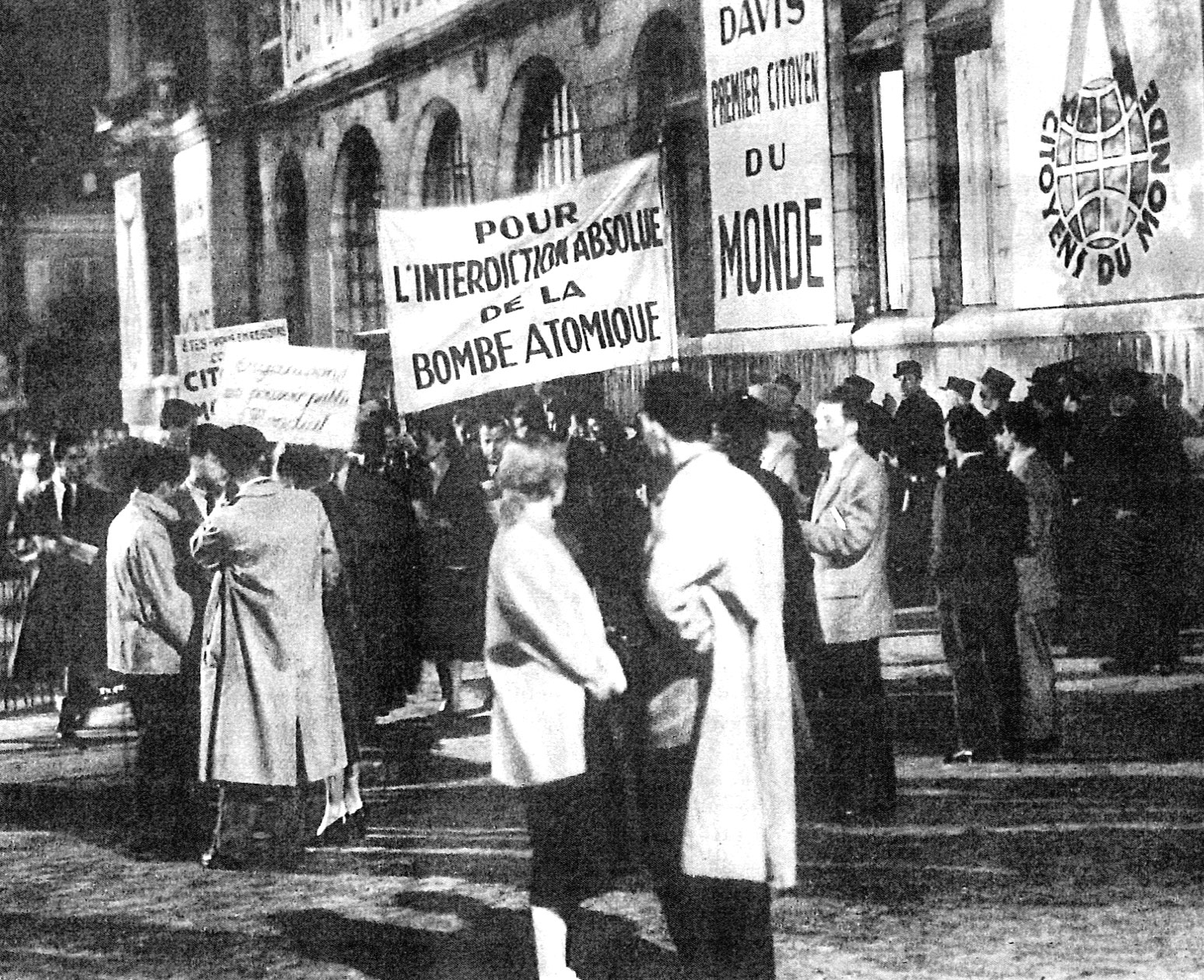
Manifestation à l'appel de Stockholm durant la guerre de Corée mise en scène en 1954 dans Avant le déluge, film auquel le gouvernement a essayé d'empêcher de délivrer son visa d'exploitation. La Commission de contrôle interdit le film aux moins de seize ans, ce qui est le cas de l'actrice principale.

Malgré cet échec, André Cayatte réalise un cycle au cours duquel il analyse les rouages et les enjeux de la justice à ses différentes étapes. Ce sont en 1950 Justice est faite, film montrant un jury d'assises prisonnier de ses préjugés, Nous sommes tous des assassins en 1952, plaidoyer sur l'inefficacité de la peine de mort, Avant le déluge en 1954, essai sur ce qui pousse la jeunesse à se retourner contre la société, Le Dossier noir en 1955, qui traite des faiblesses inhérentes à l'instruction. Le résultat est un succès populaire, une citation parmi les quinze cinéastes français qui comptent, mais aussi une évolution du cinématographe vers le genre télévisuel, tel qu'il se voit aujourd'hui dans les enquêtes d'actualité.
Une dizaine d'années plus tard, André Cayatte renouvelle son style, par trop mélodramatique au goût de la génération de la Nouvelle vague, en retrouvant le format du cycle pour une anatomie du mariage, La Vie conjugale. Inspiré lui aussi de Balzac et écrit en collaboration avec Maurice Aubergé, le film est tourné deux fois mais d'un point de vue narratif différent.
En février 1968, André Cayatte paie à François Truffaut, trésorier du Comité de défense de la Cinémathèque française qui l'a tant dénigré, son adhésion au mouvement de soutien à Henri Langlois, évincé par le gouvernement. En 1970, il part à Tahiti préparer un film d'espionnage avec son dialoguiste du Miroir à deux faces, Jean Meckert. Celui-ci en tire un roman anticolonialiste, antimilitariste et antinucléaire, La Vierge et le Taureau, mais, à la suite de son agression, le film ne se fait pas.
André Cayatte continue au cinéma jusqu'en 1978, puis à la télévision, à filmer des problèmes de société, voire des sujets d'actualité, comme l'ostracisation d'un enseignant accusé de pédophilie, cas parmi bien d'autres de délation abusive qu'a eu à défendre Me Cornec (Les Risques du métier, 1967), ou encore l'affaire Gabrielle Russier, une enseignante amoureuse d'un de ses jeunes élèves (Mourir d'aimer, 1971). En 1969, ce cas avait interrogé l'inhumanité d'un système judiciaire zélé, pratiquant la peine de mort par suicide, jusqu'au Président de la République qui avait commandé une enquête.
André Cayatte meurt d'une crise cardiaque quelques jours après son quatre-vingtième anniversaire.
Carcassonne, Narbonne, Perpignan, Auch, Le Mans ont depuis leur rue André Cayatte.
À l'automne 2019, la revue Positif lui consacre un dossier, et le festival Lumière de Lyon une rétrospective.

## Publications

### Poésie
- A. Tréguières, Mesures pour rien, Cahiers libres, Toulouse, 1927.
- A. Tréguière, Écrits, en marge de l'almanach., [s.e.], Paris, 1937, 50 ex.

### Romans
- Artaban, La Renaissance du livre, Paris, 1928, 358 p.
- Danger de vie, Studio technique d'éditions, Toulouse, 1930, 236 p.
- Les plans sur la comète, ill. Domingo, Les Éditions du centième étage, Paris, 1930 , 95 p., 97 ex.
- L'Assassinat du président, Les Éditions du centième étage, Paris, 1932, 253 p.
- Avec Ph. Lamour, Un Dur, NEL, Paris, 1934, 195 p.
- Avec Ph. Lamour, Un Monstre, NEL, Paris, 1934, 408 p.
- Avec Ph. Lamour, L'Affaire Peyrières, NEL, Paris, 1935, 330 p.
- Avec Ph. Lamour, La Peau des autres, Baudinière, Paris, 1935, 220 p., rééd. 1936, 222 p.
- Le Traquenard, Albin Michel, Paris, 1939, 383 p.
- Les Marchands d'ombres, Albin Michel, Paris, 1939, 443 p.
- Avec Ph. Lamour, ill. A. Dubout, Le dur des durs : roman gai., Baudinière, Paris, 1939, 241 p.
- Avec M. Pons & Ch. Spaak, La prise de la Bastille, R. Julliard, Paris, 1962, 214 p.

### Essais
- Esthétique des révolutions, 1927.
- Avec Ph. Lamour, Sauvons la France en Espagne, Baudinière, Paris, 23 décembre 1937, 93 p.

## Chanson
- Paroles de Tango d'un soir, musique V. Scotto, 1946, interprétée dans le film Sérénade aux nuages par Tino Rossi.

## Filmographie

### Cinéma

#### Comme réalisateur
- 1942 : La Fausse Maîtresse
- 1943 : Au Bonheur des Dames
- 1943 : Pierre et Jean
- 1943 : Le Dernier Sou (sorti en 1946)
- 1946 : Sérénade aux nuages
- 1946 : Roger la Honte
- 1946 : La Revanche de Roger la Honte
- 1947 : Le Chanteur inconnu
- 1948 : Le Dessous des cartes
- 1949 : Les Amants de Vérone
- 1949 : Retour à la vie (sketch Le Retour d'Emma)
- 1950 : Justice est faite
- 1952 : Nous sommes tous des assassins
- 1954 : Avant le déluge
- 1955 : Le Dossier noir
- 1957 : Œil pour œil
- 1958 : Le Miroir à deux faces
- 1960 : Le Passage du Rhin
- 1963 : Le Glaive et la Balance
- 1964 : Jean-Marc ou la Vie conjugale
- 1964 : Françoise ou la Vie conjugale
- 1965 : Piège pour Cendrillon
- 1967 : Les Risques du métier
- 1969 : Les Chemins de Katmandou
- 1971 : Mourir d'aimer
- 1973 : Il n'y a pas de fumée sans feu
- 1974 : Verdict
- 1977 : À chacun son enfer
- 1978 : La Raison d'État
- 1978 : L'Amour en question

#### Comme coscénariste
- 1937 : L’Affaire Lafarge de Pierre Chenal, non crédité.
- 1938 : Entrée des artistes de Marc Allégret.
- 1940 : Tempête de Dominique Bernard-Deschamps.
- 1941 : Remorques de Jean Grémillon.
- 1941 : Montmartre-sur-Seine de Georges Lacombe.
- 1941 : Le Club des soupirants de Maurice Gleize.
- 1945 : Farandole d'André Swobada (adaptation de La ronde ?, non crédité)

#### Comme dialoguiste
- 1940 : Tempête de Dominique Bernard-Deschamps.
- 1941 : Montmartre-sur-Seine de Georges Lacombe.
- 1941 : Le Club des soupirants de Maurice Gleize.
- 1942 : avec Jacques Companéez, non crédité, Caprices de Léo Joannon.
- 1942 : Le Camion blanc de Léo Joannon.

#### Comme assistant réalisateur
- 1942 : Annette et la dame blonde de Jean Dréville.

### Téléfilms

#### Comme réalisateur
- 1980 : La Faute.
- 1981 : Les Avocats du diable.
- 1982 : Des yeux pour pleurer.
- 1983 : Retour à Cherchell.

#### Comme scénariste
- 1989 : Le Grand Secret de Jacques Trébouta.

## Meilleurs résultats au box-office
- Justice est faite, en 1950, plus de quatre millions d'entrées[52].
- Nous sommes tous des assassins, en 1952, trois millions[53].
- Avant le déluge, en 1954 deux millions six cent mille[54].
- Le Dossier noir, en 1955, deux millions[55].
- Mourir d'aimer, en 1971, plus de cinq millions.

## Distinctions

### Prix littéraires
- Prix François Rabelais 1934 pour Un Dur.
- Prix Cazes 1940 pour Le Traquenard.

### Prix cinématographiques
- 1950, Grand prix et Lauriers d'argent à la biennale de Venise pour Justice est faite.
- 1950, Victoire du meilleur film français.
- 1951, Ours d'or au festival de Berlin pour Justice est faite.
- 1953, prix du jury au festival de Cannes pour Nous sommes tous des assassins.
- 1954, Prix international de la critique au festival de Cannes pour Avant le déluge.
- 1955, Grand prix du Référendum de Vichy pour Le Dossier noir.
- 1960, Lion d'or à la biennale de Venise pour Le Passage du Rhin.
- 1967, médaille d'or du Cinéma français pour Les Risques du métier.
- 1971, Grand prix du cinéma français pour Mourir d'aimer[56].
- 1973, Ours d'argent prix spécial du jury, prix de l'Office catholique international du cinéma, prix UNICRIT et prix Interfilm Otto Dibelius au festival de Berlin pour Il n'y a pas de fumée sans feu.

## Réception
Le cinéaste fut souvent décrié par la critique, dénonçant le manichéisme et l'aspect judiciaire omnipotent.
Les « jeunes turcs » des Cahiers du cinéma furent très critiques envers le réalisateur : « [Cayatte] trahit à la fois le réalisme du cinéma et ses pouvoirs d'abstraction, dialectiquement solidaires » pour André Bazin. François Truffaut est lapidaire, qualifiant ses longs-métrages de « films à thèse » et ironise à plusieurs reprises : « Si les gens de cinéma voient dans Cayatte un avocat, les gens de robe le prennent pour un cinéaste » et « C'est une chance que Cayatte ne s'attaque pas à la littérature ; il serait capable à l'écran d'acquitter Julien Sorel ; Emma Bovary en serait quitte pour la préventive et le petit Twist irait se faire rééduquer à Savigny ». Les autres critiques sont souvent mitigées, y compris de son collaborateur Philippe Lamour : « Nous avons connu jadis en M. Cayatte un poète éloquent, au verbe magnifique, Artaban. Qu'en toute impartialité, il aille voir son film [La Fausse maîtresse], qu'il regarde les images plates devant la caméra immobile, qu'il en écoute le dialogue, bête à pleurer […] ».
Cependant, il arrive que des réactions soient élogieuses : « Par son indiscutable maîtrise d'une technique audacieuse et sûre, le réalisateur fait de l'image un instrument d'analyse bien plus éloquent, et souvent plus intelligible [...] », ou la réaction de Louis Chauvet « Cayatte cinéaste illustre la plaidoirie d'images fortes, sur le rythme exact de la période oratoire. Et l'on a le cœur serré [...] ». Le cinéaste Yves Boisset vante Cayatte, assume son influence ainsi que les films difficiles qu'il tourna, et souhaite sa réhabilitation. Ses romans furent également appréciés : « [sur son roman de Jeunesse Artaban en 1928] un mouvement incessant, trépidant, un écho de cinéma américain et de clownerie qui dévoile un tempérament. » ou pour Jean Giono « J'ai lu Un Dur avec un plaisir sans bornes. C'est un beau livre. Aussi beau que Les Copains de Jules Romains. »